# Santa Isabel do Ivaí
Santa Isabel do Ivaí är en kommun i Brasilien.   Den ligger i delstaten Paraná, i den södra delen av landet, 1 000 km sydväst om huvudstaden Brasília. Antalet invånare är 8 755.
Trakten runt Santa Isabel do Ivaí består i huvudsak av gräsmarker. Runt Santa Isabel do Ivaí är det ganska glesbefolkat, med 29 invånare per kvadratkilometer.